# Joan Josep Martí i Ferré
Joan Josep Martí i Ferré   (Tortosa, 10 de setembre de 1942) és un industrial i polític català.

## Biografia
Estudià dret a la Universitat de Barcelona i a la Universitat de Saragossa, però s'ha dedicat al comerç i a la indústria. Fou el fundador de la secció d'Òmnium Cultural de Tortosa el 1969 i ha estat president del Cercle Artístic de Tortosa.
Militant de Convergència Democràtica de Catalunya des de 1975, fou elegit diputat per la circumscripció de Tarragona a les eleccions al Parlament de Catalunya de 1980, 1984 i 1988, i fou designat senador pel Parlament entre 1984 i1988. Després deixà la política i el 1992 fou president del consell d'administració d'Inversiones Delta SA i vocal de l'empresa Bon Servei.